# ریشک‌بیدان
ریشک‌بیدان (نام علمی: Momphidae) نام یک تیره از راسته پروانه‌سانان است.